# アコウ (植物)
アコウ（赤榕・赤秀・雀榕、学名: Ficus superba var. japonica）は、クワ科イチジク属の半常緑高木。F. superba の変種 var. japonica とされているが、Ficus subpisocarpa とする説もある。葉を乾かして焼くとよい香りを発するので、沈香木（じんこうぼく）とよばれる。

## 分布と生育環境
日本では、紀伊半島（和歌山県南部）および山口県、四国南部、九州、南西諸島などの温暖な地方に分布する。日本国外ではアジア南東部の台湾や中国南部沿岸、東南アジアなどに分布している。
暖地の海岸など、沿岸地に自生する。主な低地に生育し、琉球諸島では石灰岩地にも生育する。

## 特徴
常緑広葉樹の高木で、樹高は約10 - 20メートル (m) 、幹径は1 mほどに達する。高さに対して樹幹が横にも大きく広がる。樹皮は褐色で皮目が多い。若い枝はやや太く無毛で、托葉痕が一周する。幹は分岐が多く、幹や枝から多数の気根を垂らし、岩や露頭などに張り付く。幹や根際から気根を下ろすが、ベンガルボダイジュのように枝からは真っ直ぐ下ろすことはなく、幹を這うように下垂して地上に達する。気根は枝を支える支柱根にはならないが、岩の隙間にも根を下ろし、多数伸ばした気根が樹木を支えるために役立っている。
春の新芽は成長につれ色が赤などに変化し美しい。葉は互生し、やや細長い楕円形でなめらかでつやはあまりなく、やや大ぶりで約10 - 15センチメートル (cm) ほどである。葉質は革質で全縁。葉柄は長い。一年のうち、3 - 4月ごろに新葉を出す前に一度落葉する。ただし、その時期は一定ではなく、同じ個体でも枝ごとに時期が異なる場合もある。葉は年2回落葉して新葉に変わるという記述も見られる。
5月頃、イチジクに似た形状の小型の隠頭花序を、幹や枝から直接出た短い柄に付ける（幹生花）。果実はイチジク状果で、赤色に熟すと食用になる。
アコウの種子は鳥類によって散布されるが、その種子がアカギやヤシなどの樹木の上に運ばれ発芽して着生し、成長すると気根で親樹を覆い尽くし、枯らしてしまうこともある。そのため絞め殺しの木とも呼ばれる。これは樹高の高い熱帯雨林などで素早く光の当たる環境（樹冠）を獲得するための特性である。琉球諸島では、他の植物が生育しにくい石灰岩地の岩場や露頭に、気根を利用して着生し生育している。
冬芽は鱗芽で互生し、2枚の芽鱗に包まれる。頂芽は丸みのある円錐形で、側芽は卵形で葉腋につく。葉痕は半円形や楕円形で、維管束痕が弧状に並ぶ。

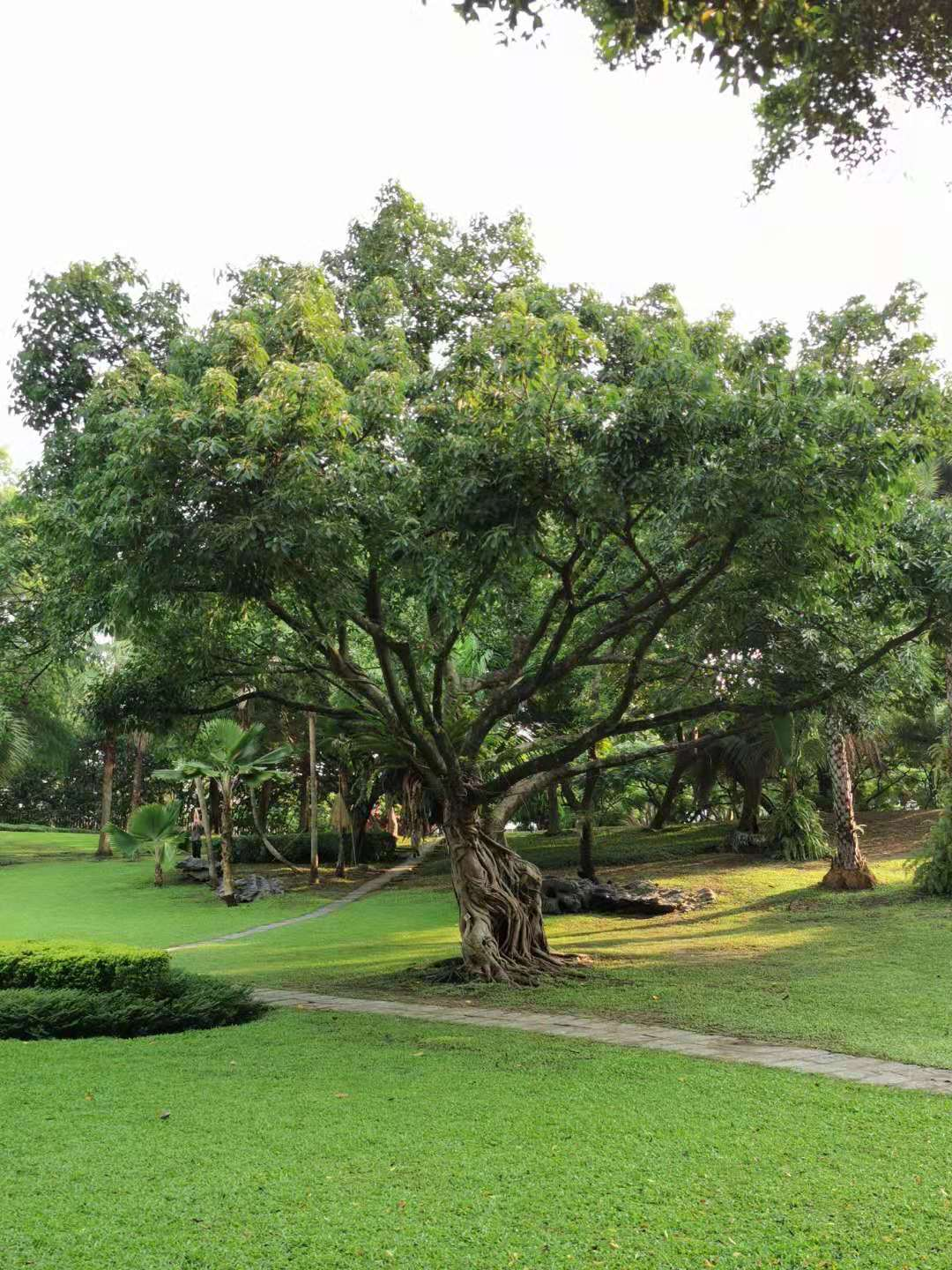
全体
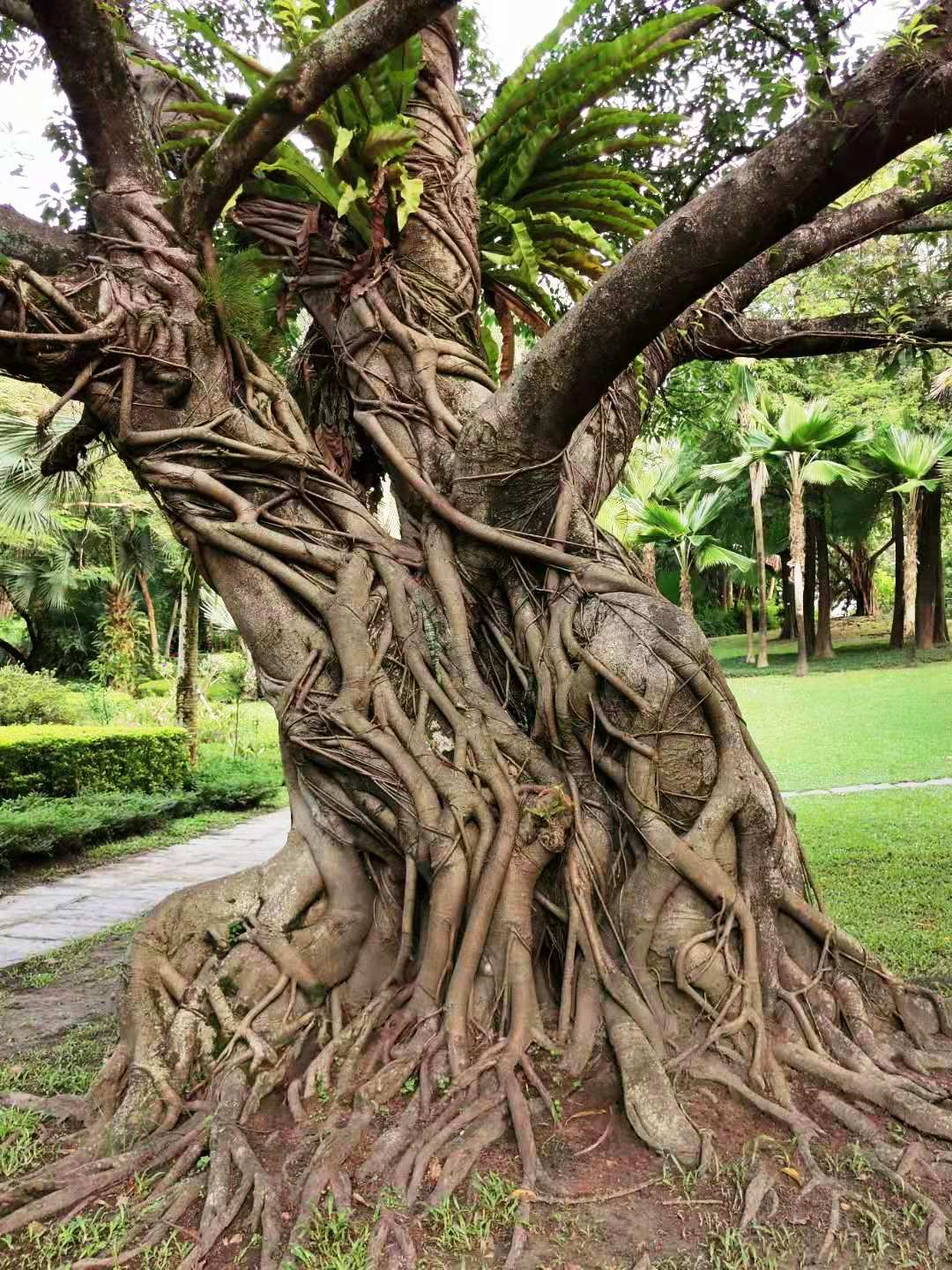
樹幹を這うように下りた多数の気根
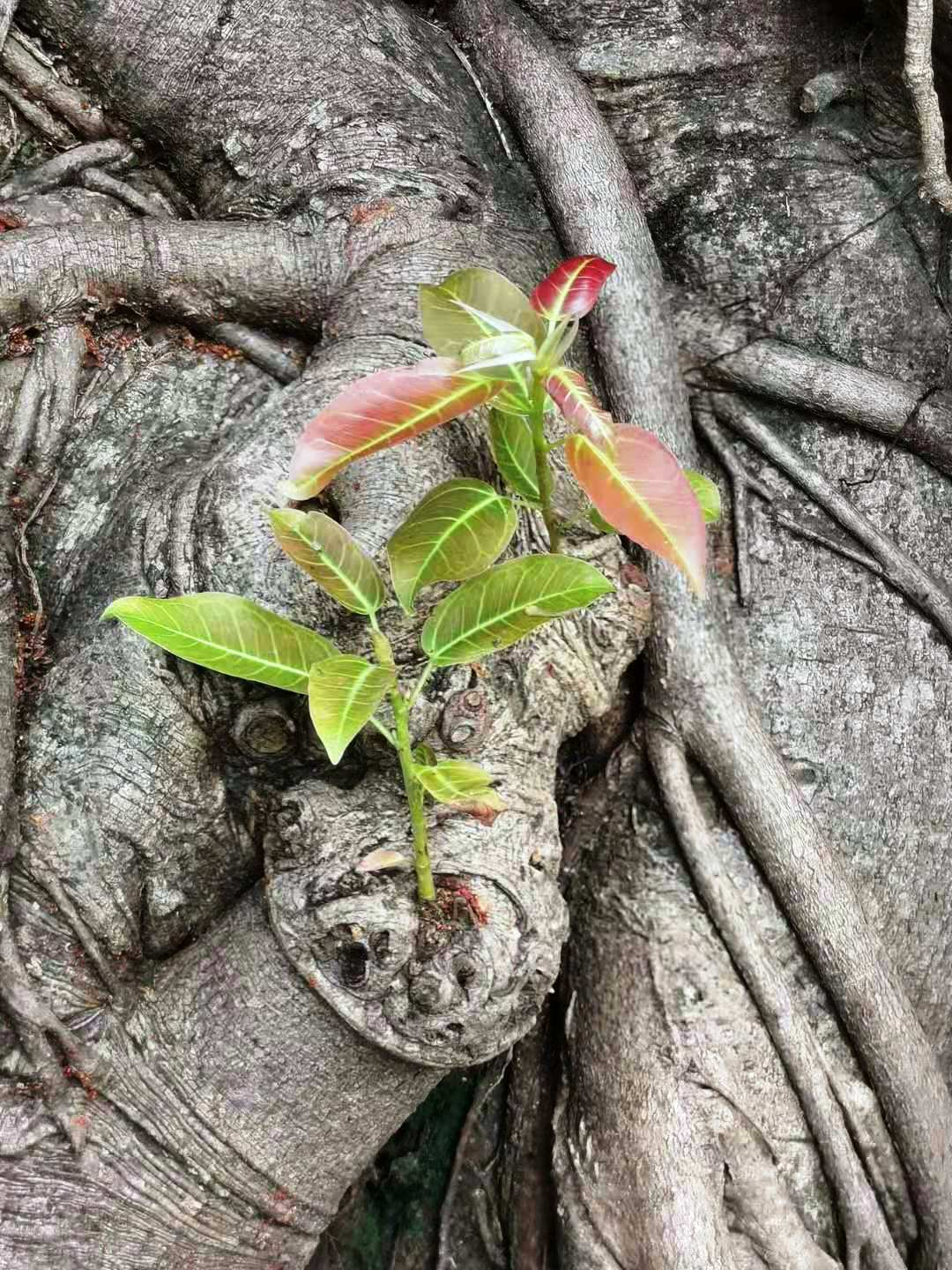
ひこばえ
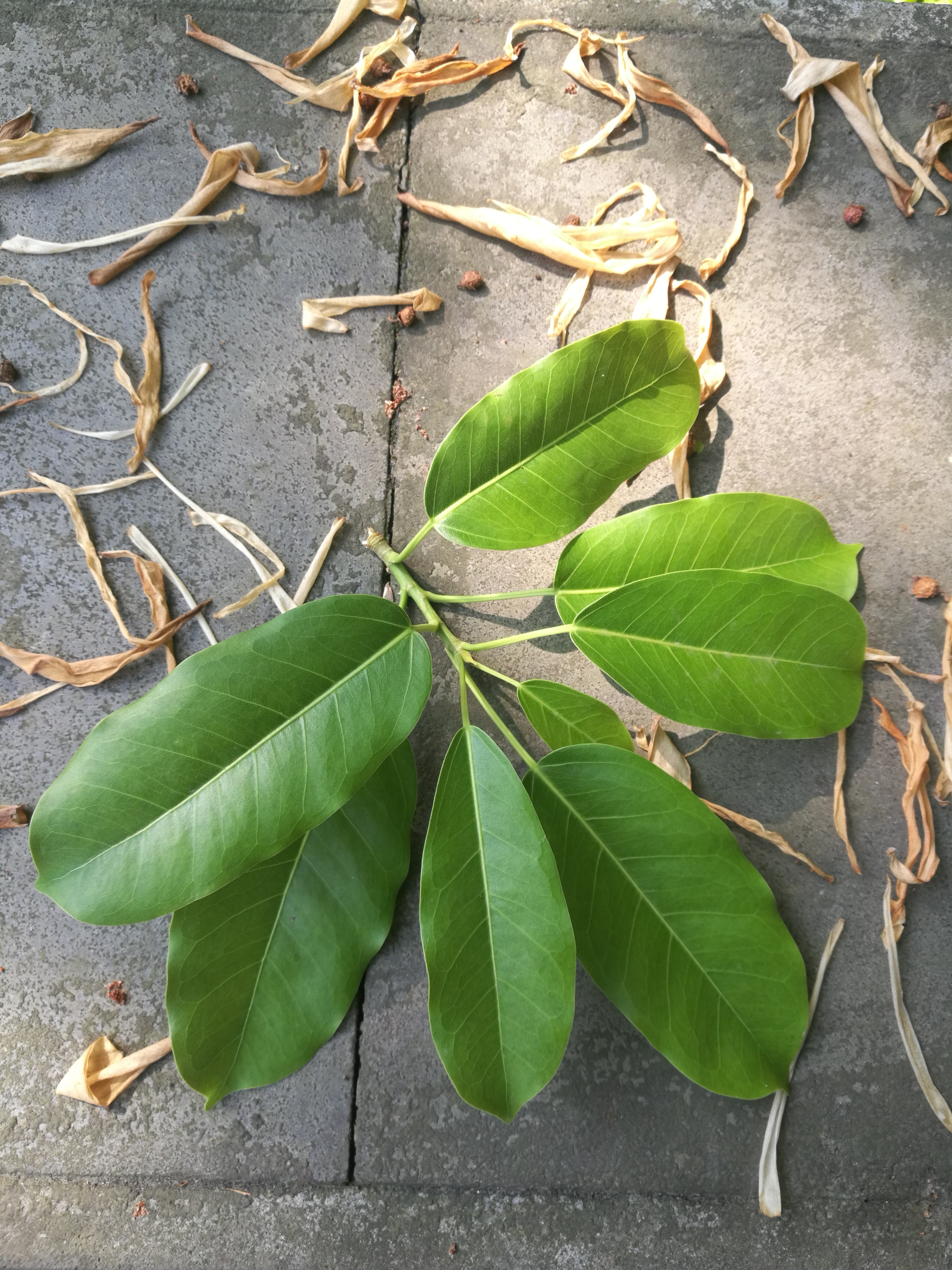
葉
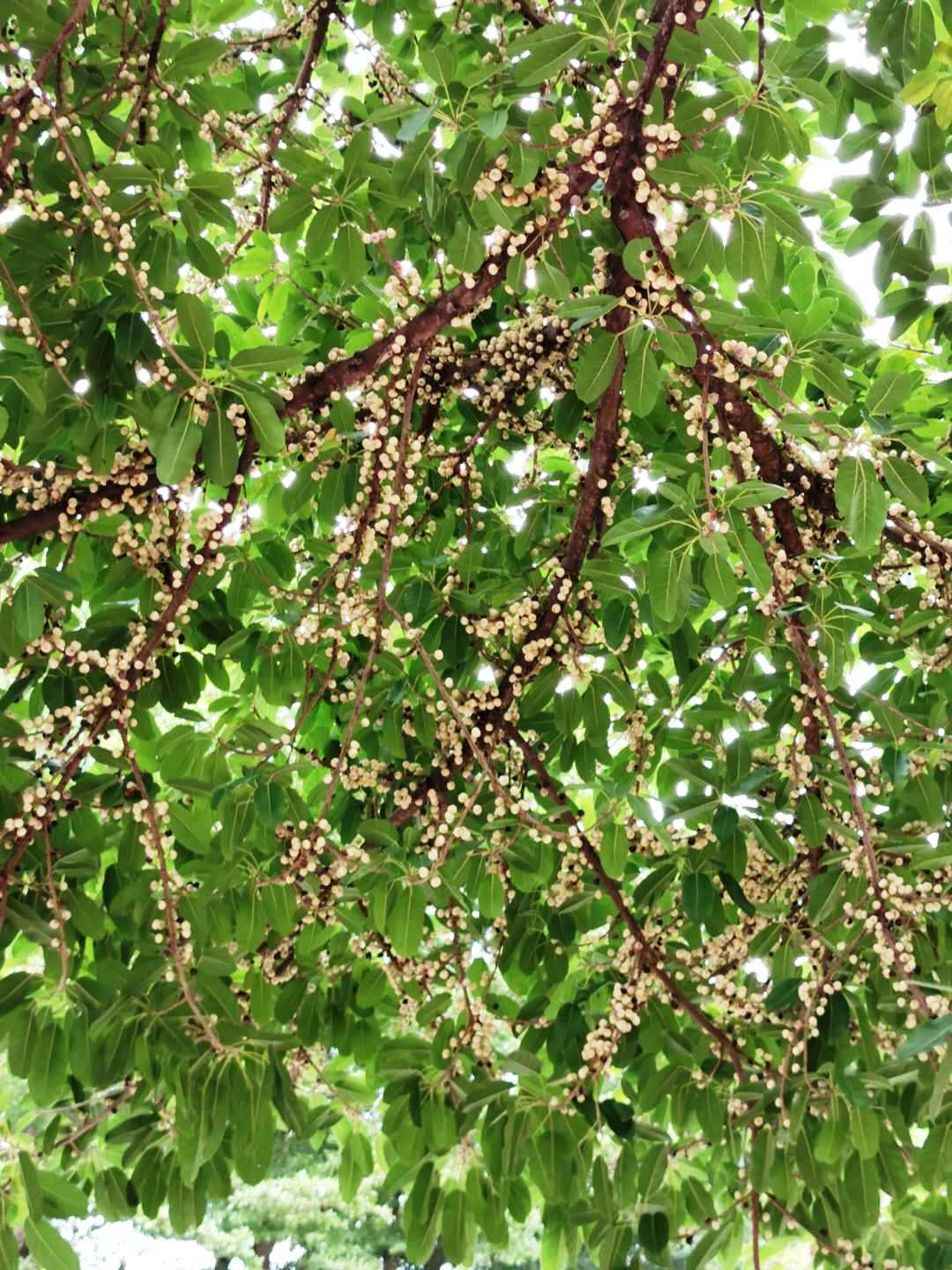
隠頭花序がたくさんついた枝
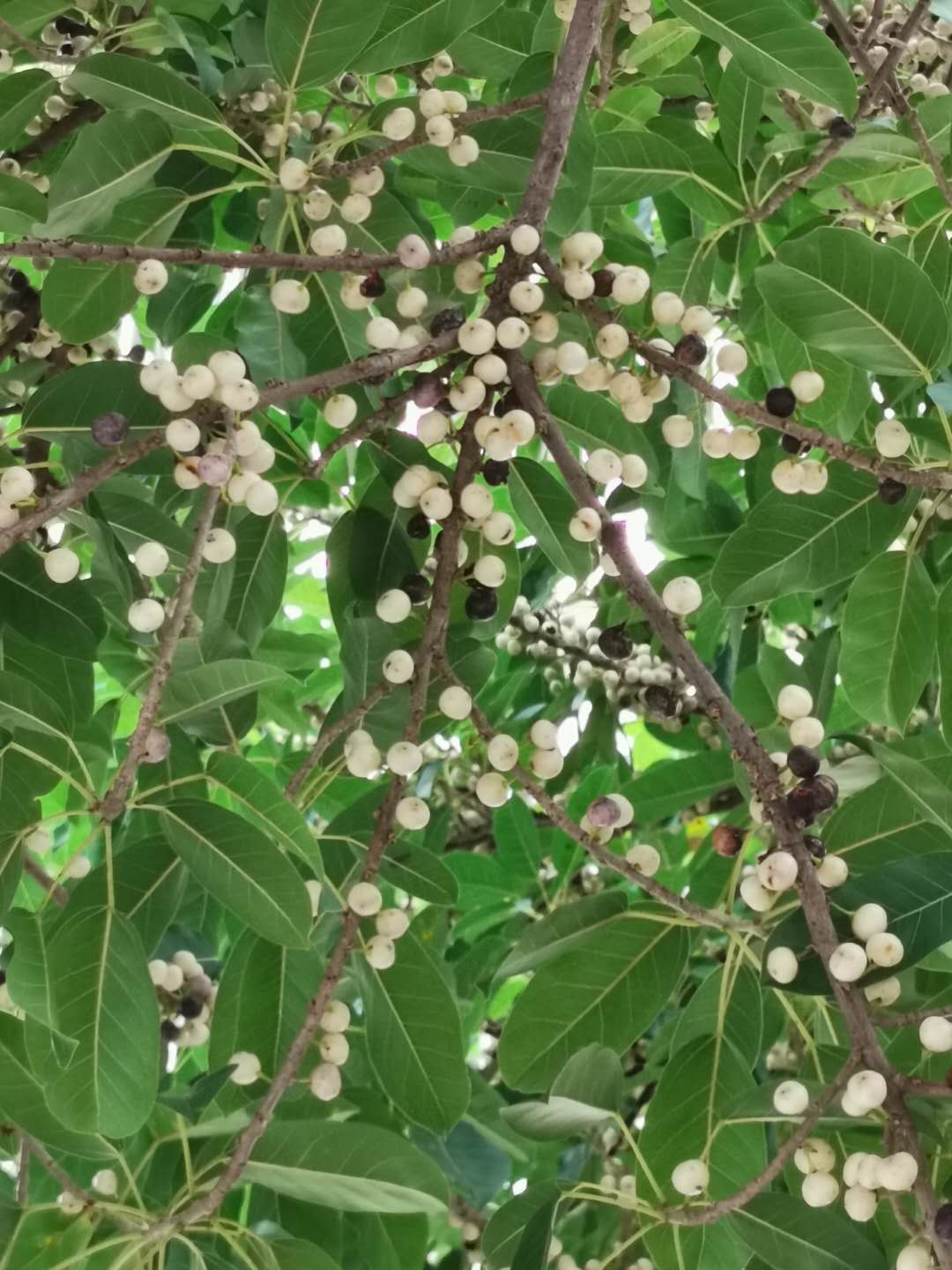
隠頭花序とイチジク状果

## 利用
防風樹、防潮樹、街路樹として利用される。沖縄県や鹿児島県奄美群島では、防風のために人家のまわりに植えて屋敷林にも利用される。日本では国の天然記念物に指定されている巨樹、古木も多い。また、ガジュマルに比べると耐寒性が高いという特性を活かし、観葉植物としても用いられる。
材は家具や器具材として用いる。柔らかく加工しやすいため、木彫り細工や、仏像や神具などの彫刻に用いられることもある。沈香木と呼ばれることがあるが、沈香の材料ではない。

## 保護上の位置づけ

### 日本
- 国の天然記念物 - 本州及び九州の巨樹、分布北限地及びその付近が指定されている。
  - 三崎のアコウ（愛媛県西宇和郡伊方町） - 佐田岬に7個体のアコウが自生。
  - 弁天島熱帯性植物群落（徳島県阿南市弁天島） - アコウ自生北限地の一つ。
  - 松尾のアコウ自生地（高知県土佐清水市松尾） - 松尾神社に3個体のアコウが自生。最大のものは幹周10.6 m、樹高25 m、樹齢300年。[11]
  - 高串アコウ自生北限地帯（佐賀県唐津市） - アコウの北限地。
  - 奈良尾のアコウ（長崎県南松浦郡新上五島町） - 奈良尾神社に幹周12mの巨樹が自生。
  - 内海のアコウ（宮崎県宮崎市） - 野島神社に4個体のアコウが自生。うち1個体は枝張りが40m×20mもある。
- 地方自治体指定の天然記念物
  - 龍王神社のアコウ（和歌山県日高郡美浜町三尾） - 和歌山県指定天然記念物。幹周8.8 m、樹高6 m、樹齢300 - 350年。龍王神社にあるアコウの古木で2幹に分かれ、それぞれがビャクシンとウバメガシを乗っ取って生育している。[12]
  - 室戸のアコウ（高知県室戸市） - 室戸市の天然記念物
  - 垂水のアコウ（鹿児島県垂水市）-海沿いの宮脇公園に、樹齢100年のアコウ並木がある。
  - 指宿報国神社のアコウ（信楽寺のアコウ）（鹿児島県指宿市西方） - 指宿市指定天然記念物としての名称は「宮ヶ浜のアコウ」。幹周13.7 m、樹高15 m、樹齢300年。信楽寺の境内に建てられている指宿報国神社の墓地の近くにある2本のアコウのうちの1本。日本最大のアコウとしても知られている。[13][14]

- 地方公共団体のレッドデータブック
  - 和歌山県 - 種：準絶滅危惧、日高地方のアコウ個体群：2（やや良）
  - 山口県 - 絶滅危惧IB類
  - 佐賀県 - 準絶滅危惧種

- 重要文化的景観および世界遺産
  - 黒島（長崎県佐世保市） - アコウを利用した防風林の景観が「佐世保市黒島の文化的景観」の名称で文化財保護法の重要文化的景観に選定されており、その景観を築いたのが潜伏キリシタンによるものであることから世界遺産条約に基づき「長崎と天草地方の潜伏キリシタン関連遺産」の構成資産「黒島の集落」として世界遺産に登録されている。

- その他
  - 五人番のアコウ（鹿児島県指宿市湊） - 幹周6.4 m、樹高15 m、樹齢300年。かつては山川湾の海岸に自生していたが2004年の台風で倒れてしまい、保護活動団体「縄文の森をつくろう会」によってクレーン船で運搬されて指宿港の太平次公園に移植された。[15]